# پریسیلا (بازیکن فوتبال)
پریسیلا (پرتغالی: Priscila؛ زادهٔ ۲۲ اوت ۲۰۰۴) بازیکن فوتبال زن اهل برزیل است.
وی همچنین در تیم ملی فوتبال زنان برزیل بازی کرده است.